# ニプロファーマ

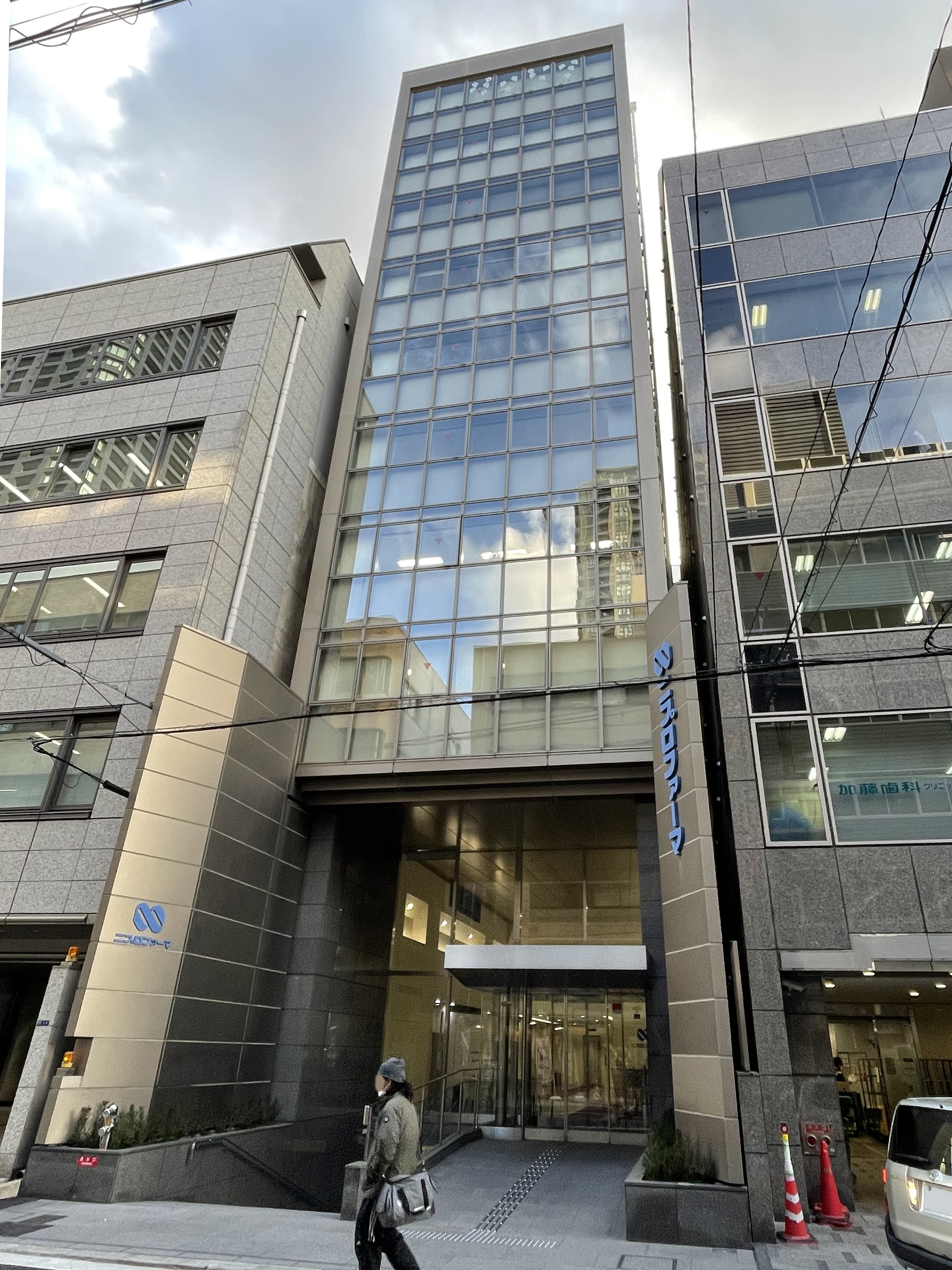
旧本社（現：道修町分析センター・大阪市中央区）

ニプロファーマ株式会社は医薬品の製造・販売を行うニプロの子会社である。

## 概要
当社はニプログループにおける医薬品事業の中枢にあり、ジェネリック医薬品や医薬品と医療用容器を組み合わせたキット製品、医薬品の受託製造を行っている。
特にキット製品においてはグループ内で医薬品・医療用容器両方のノウハウがある当社ならではのアイディアが生かされており、スピーディーな医療現場に貢献する製品開発を行っている。
また、ジェネリック医薬品においても水なしで服用できる「口腔内崩壊錠」や半錠に割って服用量を調整していた薬剤を従来の半量含有にして安全性や利便性を向上した「半量含有製剤」を開発するなど服用のしやすさや使い易さにこだわった「付加価値型ジェネリック」を生み続けている。
2012年4月にニプログループの再編により、当社の傘下に医薬品関連の3社（ニプロジェネファ・ニプロパッチ・東北ニプロ製薬）が合流し、「ニプロファーマグループ」を新たに発足。その後、同年10月にニプロジェネファ、2014年10月に東北ニプロ製薬、2017年4月にニプロパッチを順次吸収合併し、集約した。
ニプロパッチでは旧・埼玉第一製薬からの流れで第一三共ヘルスケアが発売する「パテックス」の一部製品や「カロヤン」の発毛促進薬の製造も行っていたが、合併に伴って引き継がれ、一般用医薬品の製造受託も行われるようになった。

## 沿革
- 1948年（昭和23年）8月1日 - 化学工業薬品販売会社として「菱山商会」を創業。
- 1950年（昭和25年）7月25日 - 資本金出資により法人化し、「株式会社菱山商会」を株式会社設立。
- 1953年（昭和28年）4月 - 城北工場（大阪市旭区）竣工。医薬品の製造を開始。
- 1956年（昭和31年）3月 - 「菱山薬品化工株式会社」に商号変更。
- 1963年（昭和38年）3月 - 「菱山製薬株式会社」に商号変更。
- 1974年（昭和49年）8月 - 「志紀製薬株式会社」（現：志紀工場）を合併。
- 1988年（昭和63年）9月 - 販売部門を分離し、「菱山製薬販売株式会社」を会社設立。「株式会社ニッショー（現在のニプロ株式会社）」と資本提携を結ぶ。
- 1990年（平成2年）9月 - 伊勢工場（三重県一志郡嬉野町：当時）稼働。
- 1994年（平成6年）8月 - ハーフキットの販売を開始。
- 2000年（平成12年）10月1日 - 「菱山製薬販売株式会社」を吸収合併。
- 2003年（平成15年）
  - 4月1日 - 「ニプロファーマ株式会社」に商号変更。
  - 8月 - 液・粉ダブルバッグキットを発売。
- 2004年（平成16年）6月 - プレフィルドシリンジの発売を開始。
- 2005年（平成17年）
  - 1月 - ユニバーサルPTPの発売を開始。この包装はグッドデザイン賞を受賞した。
  - 7月 - 液・液ダブルバッグキットを発売。
- 2012年（平成24年）
  - 4月1日 - ニプロ株式会社の子会社だったニプロジェネファ株式会社・ニプロパッチ株式会社・東北ニプロ製薬株式会社の3社を株式交換により完全子会社化し、当社を主体とした「ニプロファーマグループ」を事業発足。
- 10月1日 - 子会社の「ニプロジェネファ株式会社」を吸収合併し、春日部工場（後に埼玉工場第1プラントに改称、現：埼玉第1工場）として業務を開始。
- 2013年（平成25年）4月1日 - 営業部門を「ニプロ株式会社」へ事業譲渡（同社が2013年（平成25年）2月1日に設置した「医薬営業本部」へ統合）。
- 2014年（平成26年）10月1日 - 子会社の「東北ニプロ製薬株式会社」を吸収合併し、鏡石工場とする。
- 2017年（平成29年）4月1日 - 子会社の「ニプロパッチ株式会社」を吸収合併し、埼玉工場第2プラント（現：埼玉第2工場）および第3プラント（現：羽生工場）とする。
- 2018年（平成30年）10月 - マイラン製薬より川越工場を譲受。埼玉工場第4プラント（現：川越工場）とする。
- 2019年（平成31年/令和元年）
  - 3月 - 日本ジェネリックより春日部工場を取得[2]。埼玉工場とする。
  - 4月1日 - 田辺三菱製薬の100%子会社だった「田辺製薬吉城工場株式会社」の全株式を譲り受けて子会社化[3]。同社は「ニプロファーマ飛騨工場株式会社」に社名変更する。
- 2023年（令和5年）
  - 2月20日 - 本社機能を大阪府摂津市のニプロ新本社ビル社屋内に移転。なお、登記上本店および医薬品、医療機器等の品質、有効性及び安全性の確保等に関する法律に基づく製造販売所の所在地については同年10月1日に移転した[4]。
- 2024年（令和6年）
  - 3月 - 道修町の旧本社ビル跡に分析センターを開設。
  - 4月 
    - 城北工場を閉鎖[5]。
    - 近江工場が稼働開始。

## 生産拠点
- 大館工場（秋田県大館市）
- 鏡石工場（福島県岩瀬郡鏡石町） - 旧:東北ニプロ製薬株式会社
- 埼玉工場（埼玉県春日部市） - 旧:日本ジェネリック株式会社 春日部工場
- 埼玉第1工場（埼玉県春日部市） - 旧:ニプロジェネファ株式会社
- 埼玉第2工場（埼玉県春日部市） - 旧:ニプロパッチ株式会社
- 羽生工場（埼玉県羽生市） - 旧:ニプロパッチ株式会社
- 川越工場（埼玉県川越市） - 旧:マイラン製薬株式会社 川越工場
- 伊勢工場（三重県松阪市）
- 近江工場（滋賀県栗東市）
- 志紀工場（大阪府柏原市）

閉鎖された生産拠点
- 城北工場 - 2024年4月閉鎖[5]

このほかに子会社による生産拠点として、岐阜県飛騨市に「ニプロファーマ飛騨工場株式会社（旧:田辺製薬吉城工場株式会社）」、ベトナム・ハイフォンに「ニプロファーマ・ベトナム」がそれぞれある。